# 斯普林瓦利鎮區 (明尼蘇達州菲爾莫爾縣)
斯普林瓦利鎮區（英語：Spring Valley Township）是位於美國明尼蘇達州菲爾莫爾縣的一個行政鎮區。

## 地方資料
斯普林瓦利鎮區的面積為83.02平方千米，當中陸地面積為82.97平方千米，而水域面積為0.05平方千米。根據2020年美國人口普查的數據，當地共有人口545人，而人口密度為每平方千米6.56人。